# 快楽亭ブラ坊
快楽亭 ブラ坊（かいらくてい ぶらぼう、1986年1月31日 - 、本名：和田 正樹）は、日本の元落語家である。

## 略歴
愛媛県松山市出身で、松山大学経営学部卒業。血液型はO型。2010年5月、2代目快楽亭ブラックに入門。同年6月27日に初高座。松山出身のため、同地を舞台にした夏目漱石の小説『坊つちやん』に因んで命名された。ブラックが落語立川流を退会しフリーランスとなった後の入門であるため、ブラ坊もまたフリーランスである。2016年4月、二ツ目昇進。昇進後より、神田連雀亭(二ツ目、あるいはそれに相当する芸歴の落語家・講談師・浪曲師専門の演芸場)に出演していた。
前述の通り、5つある落語家の団体に所属したことがない立場であり、定席を持たないが、前述の連雀亭など団体の縛りがない劇場などで活動している。団体所属の落語家とも多く共演しており、2019年より、瀧川鯉白・桂ぽんぽ娘とともに落語艶芸ユニット「Pan★Tee」を結成し活動していた。
2020年5月26日に廃業した。

## テレビ
- ザ・ノンフィクション「はぐれ者で生きていく 〜借金とギャンブルと夢の行方〜」（2020年2月9日、フジテレビ）